# نسل سوم شبکه مخابرات سیار
نسل سوم شبکه مخابرات سیار یا ۳جی (به انگلیسی: 3G) روشی برای انتقال اطلاعات در تلفن‌های همراه و سیستم‌های بدون سیم (wireless) است. نسل سوم شبکه موبایل با رویکرد مولتی مدیا است. ۳ جی برخلاف جی‌اس‌ام که نسلی برای انتقال صدا و اطلاعات بود، نسل سوم سرعت بالا برای انتقال چندرسانه‌ای را فراهم می‌سازد. در نسل سوم همه چیز در قالب اطلاعات رقومی (دیجیتال) منتقل می‌شود. با سرعت نسبتاً بالایی که در تلفن‌های نسل سوم پیش‌بینی شده‌است، امکاناتی از قبیل تلفن‌های تصویری بی‌سیم، با کیفیت مناسب مقدور خواهد بود.
اولین کشوری که از شبکه 3G به صورت گسترده و تجاری استفاده کرد، کشور ژاپن بود. در اولین روز ماه اکتبر سال ۲۰۰۱، بزرگ‌ترین شرکت مخابراتی ژاپن، ان‌تی‌تی دوکومو، خدمات مخابراتی خود را به نسل سوم مجهز کرد. از سال ۲۰۰۵، شبکه‌های نسل سوم ضریب نفوذ خود را افزایش داده‌اند، یکی از علل را می‌توان در پر شدن گنجایش نسل دوم شبکه‌های مخابراتی دانست. شبکه‌های نسل دوم برای انتقال اطلاعات صوتی با سرعت پایین طراحی شده‌است. از همین رو براساس نیازهای مشترکین به ارتباطات پر سرعت تر، این نسل وارد عمل شد.

## سرعت اینترنت در نسل سوم تلفن‌های همراه
حداکثر سرعت در 3G به 42Mbps می‌رسد ولی در ایران اپراتور سوم (رایتل) طبق قوانین جمهوری اسلامی ایران این سیستم را حداکثر تا سرعت ۴ مگابیت یا 4Mbps ارائه می‌دهد. این افزایش سرعت به دلیل تکنولوژی نسل سوم موبایل است. این اپراتور نسبت به اپراتور اول (همراه اول) و دوم (ایرانسل) که هر دو از نسل 2.75G و تا سرعت ۱۰۰ Kbps را پشتیبانی می‌کنند، سرعت به مراتب بهتری را در اختیار کاربر می‌گذارد. به رغم این، هزینه اینترنت پرسرعت رایتل در مقایسه با سایر اینترنت‌های پرسرعت موجود در ایران (اِی. دی. اِس. اِل و وایمکس) گران‌تر است. البته در ایران سازمان تنظیم مقررات و ارتباطات رادیویی در جهت حمایت از اپراتور سوم اجازه ارائه اینترنت وایمکس در حال حرکت (Mobile wimax) را به اپراتورهای موجود نداده‌است ضمن اینکه برای رایتل دوره حفاظت ۳۴ ماهه در نظر گرفته شده به این معنی که سایر اپراتورها حق ارائه نسل سوم موبایل را تا پایان دوره حفاظت نخواهند داشت.
در نیمه دوم سال ۱۳۹۳ اپراتور اول و دوم یعنی همراه اول و ایرانسل اقدام به ارائه نسل سوم شبکه مخابرات سیار در شهرهای بزرگ از جمله تهران و مشهد و شیراز کردند.

## طریقهٔ استفادهٔ بهینه از حالت 3G در شرایط ناپایدار
عموماً گوشی‌ها روی گزینه اتومات هستند و به هنگام ارتقاء شبکه، متوجه اختلالات می‌شوند در نتیجه برای فعالسازی 3G در شرایطی که شبکه‌آنتن‌دهی آن پایدار نشده، بهتر هست مشترکان خودشان به‌صورت دستی موبایلهای خود را روی حالت 3G قرار دهند. با این کار مشترکین کمتر متوجه اختلالات در شبکه‌های اینترنتی می‌شوند.